# Kuta (Lombok)
Kuta is een kustplaats in Indonesië, gelegen in het zuiden op het eiland Lombok.
Kuta is bekend vanwege de mooie stranden en is hierdoor een van de toeristische trekpleisters van Lombok.
De zes bekendste stranden zijn:
- Kuta strand: Dit is waar de meeste accommodaties en restaurants gevestigd zijn.
- Pantai Putri Nyale (Novotel strand), (ongeveer 3 km ten oosten van Kuta). Dit is waar het Novotel Lombok is gevestigd. Het is een mooi strand, maar bij laag tij het wordt bijna volledig droog en is niet geschikt om te zwemmen.
- Pantai Seger (Seger strand), (ongeveer 3,5 km ten oosten van Kuta Beach). Strand geschikt voor surfen, niet om te zwemmen vanwege de zeer sterke stroming.
- Tanjung A'an, (ongeveer 7 km ten oosten van Kuta). Tanjung A'an bestaat uit twee witte zandbaaien: A'an in het westen en Pedau in het oosten, gescheiden door een rots. Het water is turquoise kleurig.
- Mawun, (ongeveer 8 km ten westen van Kuta). Mawun strand is een afgelegen baai met kristalhelder water en ongerepte zand in de vorm van een halve maan.
- Selong Belanak, (ongeveer 12 km ten westen van Kuta). Het is een baai omringd door twee rotsachtige kapen. Vlakbij is een surfplek genaamd Mawi.